# Marcel Pagnol
Marcel Pagnol (születési neve: Marcel Paul Pagnol) (Aubagne, 1895. február 28. – Párizs, 1974. április 18.) francia író, drámaíró, forgatókönyvíró, filmrendező. A dél-franciaországi paraszti-kispolgári világot és alakjait szatirikus formában bemutató színpadi művei, majd ezek általa megfilmesített változatai tették világhírűvé.

## Élete
Joseph Pagnol tanító és Augustine-Pauline Lansot varrónő második gyermekeként született Provence-ban, a Marseille melletti Aubagne-ban. Bátyja tizenhat hónaposan, 1895 augusztusában meghalt, szüleinek később még két fiú- és egy leánygyermeke született. Ahogy az apát új és új iskolába nevezték ki tanítónak, úgy költözött a család először 1897-ben Marseille egyik külvárosába, Saint-Loup-ba, majd 1900-ban Marseille-be. Marcel 1905-től a Lycée Thiers tanulója lett, s itt írta tizenéves korában első verseit, amelyek közül néhány 1910 után a Massilia című helyi folyóiratban is megjelent. 1910. június 16-án tüdőbetegségben meghalt imádott édesanyja, édesapja pedig két évvel később, 1912-ben összeházasodott egy huszonkét éves fiatal leánnyal, ami apa és fiú viszonyának megromlásához vezetett.
Pagnol 1913-ban leérettségizett, majd beiratkozott az Aix-en-Provence-i egyetem bölcsészkarára. 1914. február 10-én diáktársaival együtt megalapították a Fortunio című szépirodalmi folyóiratot, amelyet egészen 1966-ig adtak ki (1925-től Les Cahiers du Sud címen). Itt jelent meg Pagnol több verse, verses drámája és szépprózája az 1910-es években. Az első világháború kitörésekor gyalogosnak sorozták be, de gyenge testalkatára tekintettel 1915 januárjában le is szerelték. 1915 novemberében már a Montpellier-i Egyetemen szerezte meg angoltanári képesítését, s Digne-les-Bains-ben, majd Tarasconban tanítóskodott. 1916 nyarán a pireneusokbeli Pamiers sur Ariège iskolájában kapott állást. 1919-től az Aix-en-Provence-i Lycée Mignet, 1921-től pedig alma matere, a marseille-i Lycée Thiers tanáraként dolgozott. 1922–1929 között a híres párizsi Lycée Condorcet angoltanára volt.
Pagnol tanítással töltött évei során mindvégig kacérkodott a szépirodalommal, ezért is fogadta el a párizsi állást, abban bízva, hogy a francia fővárosban több lehetősége nyílik tehetsége megmutatására. Hamarosan beilleszkedett az ifjú párizsi irodalmárok köreibe, s 1923-tól Castro álnéven – többnyire Paul Nivoix-val közösen – kisebb színpadi műveket írt, amelyek mérsékelt sikert értek el Párizs és Marseille kisebb színpadain (Tonton, 1923; Les marchands de gloire, 1925; Jazz, 1926). Igazán nagy feltűnést 1926-ban keltett, a párizsi Théâtre des Variétés-ben október 9-én bemutatott Topaze című szatirikus darabjával (amelyet 1933-ban Louis Gasnier, majd később két alkalommal is maga Pagnol filmesített meg).
A sikeren felbuzdulva tanítói állását feladva az írásnak és a színháznak szentelte magát. 1929. március 9-én a Théâtre de Paris-ban mutatták be később világsikert hozó Marseille-trilógiájának első részét, a Marius című színdarabot. A siker anyagi függetlenséget hozott Pagnolnak, és immár teljes idejét a művészetnek szentelhette. 1931. december 5-én, szintén a Théâtre de Paris-ban mutatták be trilógiája második darabját Fanny címen. A harmadik, César című részt már eleve filmforgatókönyvnek írta 1936-ban, s színpadon csak egy évtized elteltével, 1946-ban mutatták be.
Az 1930-as évekre ugyanis már inkább a filmművészet került Pagnol művészi érdeklődésének homlokterébe: egy 1928-as angliai út során ismerkedett meg a hangosfilmmel, s az új technika lebilincselte képzeletét. Hamarosan szerződést kötött a Paramount Picturesszel, színműveit átdolgozta filmforgatókönyvekké, és megkezdődhetett a Pagnol-darabok megfilmesítése, eleinte mások rendezésében (Marius, 1931, Korda Sándor; Fanny, 1932, Marc Allégret). 1933-ban megalakította produkciós irodáját (Les Auteurs Associés, 1934-től Les Films Marcel Pagnol néven), 1934-ben pedig Marseille külvárosában felépítette saját stúdióját is. 1935-ben útjára indította a Les Cahiers du Film című filmművészeti folyóiratot. Ezzel párhuzamosan Pagnol megpróbálkozott a filmkészítéssel is, és ő maga rendezte a Marseille-trilógia harmadik darabját (César, 1936). Filmrendezői és gyártásvezetői karrierje 1941-ben félbeszakadt, amikor Franciaország náci megszállásakor marseille-i stúdióit a Gaumont-nak kellett átengednie.
A második világháborút követően, 1946-ban – a francia filmrendezők közül elsőként – a Francia Akadémia tagja lett. A filmrendezés mellett – az 1945-öt követő évtizedben nyolc filmet forgatott – az 1950-es évek második felétől mindinkább a szépirodalomnak, a memoárírásnak és történelmi kutatásainak szentelte az idejét. 1955-től folyamatosan elnökölt különféle filmfesztiválok, így például a cannes-i nemzetközi filmfesztivál zsűrijében is. Hetvenkilenc esztendős korában, 1974. április 18-án halt meg párizsi lakásában.
Pagnol magánélete rendkívül mozgalmasnak volt mondható. 1916. március 2-án, apjával is dacolva kötött házasságot Simone Collinnal, akivel útjaik 1926-ban váltak szét. Ekkor Pagnol már viszonyt folytatott Kitty Murphy Franciaországban élő angol táncosnővel, aki 1930-ban megszülte Pagnol első fiát, Jacques-ot. Ugyanezekben az években a darabjaiban és filmjeiben főszerepeket játszó Orane Demazisszal élt együtt, aki 1933-ban egy fiúgyermekkel, Jean-Pierre-rel ajándékozta meg. Később öt éven keresztül asszisztense, Yvonne Pouperon volt az élettársa, aki Francine nevű leányát szülte meg 1935-ben. Később feleségül vette Josette Day színésznőt, akitől 1943-ban vált el. 1945-ben házasságot kötött Jacqueline Bouvier húszéves drámatagozatos diáklánnyal, későbbi színésznővel, aki mellett haláláig kitartott. és akitől további két gyermeke született (Frédéric, 1946; Estelle, 1949).

## Életműve

### Szépirodalmi életműve
Pagnol irodalmi életművének korai szakaszában színműveket, vígjátékokat írt, amelyekben a dél-franciaországi vidék (a Midi) paraszti-kispolgári alakjait, mindennapjaikat ábrázolta szatirikus, de játékos, meleg hangvételű, érzelmes humorral. Világszerte nagy színpadi sikert aratott Marseille-trilógiája darabjaival (Marius; Fanny; César), amelyeknek 1931–1936 között a filmváltozatuk is elkészült. (Nicolas Ribowski rendezésében 2000-ben forgatták újra a Marseille-trilógia mindhárom darabját.) Pagnol az 1950-es évektől ismét írt színpadi műveket (Judas, 1955), a siker azonban ezúttal elmaradt.
Az 1950-es évek második felétől jelentek meg gyermek- és ifjúkorának emléket állító önéletrajzi regényei (La gloire de mon père, 1957; Le château de ma mère, 1957; Le temps des secrets, 1959). Pagnol szépprózájának legemlékezetesebb darabjai is e kései művészi korszakában születtek: a L’eau de collines összefoglaló név alatt publikált két provence-i családregény, a Jean de Florette és a Manon des sources. Ez utóbbit Claude Berri 1986-ban megfilmesítette, Emmanuelle Béart, Yves Montand és Daniel Auteuil főszereplésével (Magyarországon A Paradicsom és a Pokol címen vetítették a két egész estés filmet). Emellett idős korában szívesen foglalkozott esszéírással is, és szívesen foglalkozott a francia történelem egyik legnagyobb rejtélyével, a Vasálarcos kilétének megfejtésével is (Le secret du Masque de fer, 1973).
Egy időben Pagnol darabjait magyarországi színpadokon is nagy sikerrel játszották. Az először 1929-ben a Vígszínházban bemutatott Topáz címszerepét, Topáz tanár úr alakját olyan színészek elevenítették meg, mint Törzs Jenő, Egri István vagy Benkő Gyula. A Marseille-trilógia első részét Máriusz címen a Belvárosi Színházban mutatták be 1931-ben Ráday Imre címszereplésével, a Fanny budapesti premierjére 1932-ben, az Országos Kamaraszínházban került sor Olthy Magdával a címszerepben. Pagnol Bukfenc című regényéből 1993-ban Pajer Róbert forgatott azonos című filmet Alföldi Róbert és Marozsán Erika főszereplésével.

#### Főbb színdarabjai
- Tonton, ou Joseph veut rester pur, vaudeville, Paul Nivoix-val, bemutató: Marseille, Théâtre des Variétés, 1923. augusztus 30.
- Les marchands de gloire, ötfelvonásos szatirikus vígjáték, Paul Nivoix-val, bemutató: Párizs, Théâtre de la Madeleine, 1925. április 15.
- Un direct au cœur, vígjáték, Paul Nivoix-val, bemutató: Lille, Théâtre de l’Alhambra, 1926. március
- Topaze, négyfelvonásos szatirikus vígjáték, bemutató: Párizs, Théâtre des Variétés, 1926. október 9.
- Jazz, négyfelvonásos szatirikus vígjáték, bemutató: Monte-Carlo, Grand Théâtre, 1926. december 9.
- Marius, háromfelvonásos vígjáték, bemutató: Párizs, Théâtre de Paris, 1929. március 9.
- Fanny, háromfelvonásos vígjáték, bemutató: Párizs, Théâtre de Paris, 1931. december 5.
- César, háromfelvonásos vígjáték az azonos című 1936-os film alapján, bemutató: Párizs, Théâtre des Variétés, 1946
- Judas, ötfelvonásos tragédia, bemutató: Párizs, Théâtre de Paris, 1955. október 6.
- Fabien, négyfelvonásos vígjáték, bemutató: Párizs, Théâtre des Bouffes Parisiens, 1956. szeptember 28.

#### Főbb írásai
- Pirouettes, regény, Paris, Fasquelle, 1932.
- La gloire de mon père, önéletrajzi regény, Monte-Carlo, Pastorelly, 1957.
- Le château de ma mère, önéletrajzi regény, Monte-Carlo, Pastorelly, 1957.
- Le temps des secrets, önéletrajzi regény, Monte-Carlo, Pastorelly, 1959.
- L’eau des collines: Jean de Florette – Manon des sources, regény, Monte-Carlo, Pastorelly, 1962.
- Le Masque de fer, történelmi esszé, Monte-Carlo, Pastorelly, 1964.
- Le secret du Masque de fer, történelmi esszé, Monte-Carlo, Pastorelly, 1973.

Magyarul megjelent könyvei
- Bukfenc; ford. Rónay György; Révai, Bp., 1941
- Dombok vize, 1-2.; Környezet és Fejlődés, Bp., 1999
- Apám dicsősége; ford. Sashegyi Gábor; Móra, Bp., 2006

### Filmrendezői életműve
Pagnol filmrendezői pályafutása az 1930-as években teljesedett ki. Filmjeit elsősorban színházi előadásokhoz és dramaturgiához szokott művészi látásmódja, a narratíva túlsúlya és a képi dramaturgia kiegészítő szerepe határozta meg. Filmkészítéskor általában is nehezen szabadult a színház élményétől: a Marseille-trilógia darabjaiban például ugyanazok játszották a szerepeket, akik már színpadon is sikerre vitték a műveket (Marius – Pierre Fresnay, Fanny – Orane Demazis, César – Raimu). Előszeretettel alkalmazta filmre a szintén provence-i Jean Giono hasonló ihletésű írásait (Jofroi, 1933; Angèle, 1934; Regain, 1937; A pék felesége / La femme du boulanger, 1938). A kor legkiválóbb francia komikusaival forgatott, együtt dolgozott a már említett Fresnay és Raimu mellett Louis Jouvet-val és Fernandellel is. A francia hangosfilm-rendezők közül ő hagyta el elsőként a stúdiók falait, és valódi – többnyire provence-i – helyszíneken forgatott.

#### Főbb filmjei
Forgatókönyvek
- Marius, 1931, saját ötlet alapján, rendezte Alexander Korda
- Fanny, 1932, saját ötlet alapján, rendezte Marc Allégret
- Topaze, 1932, saját ötlet alapján, rendezte Louis Gasnier
- Direct au cœur, 1932, rendezte Roger Lion
- L’agonie des aigles, 1933, rendezte Roger Richebé
- Tartarin de Tarascon, 1934, Alphonse Daudet írása alapján, rendezte Raymond Bernard
- Monsieur Brotonneau, 1939, Robert de Flers és Gaston Arman de Caillavet írása alapján, rendezte Alexander Esway
- Le rosier de Madame Husson, 1950, Guy de Maupassant írása alapján, rendezte Jean Boyer
- Carnaval, 1953, Émile Mazaud írása alapján, rendezte Henri Verneuil
- La dame aux camélias, 1962, Alexandre Dumas írása alapján, rendezte François Gir

Rendezések
- Le gendre de monsieur Poirier, 1933, Émile Augier írása alapján
- Jofroi, 1933, Jean Giono írása alapján
- L’article 330, 1934, Georges Courteline írása alapján
- Angèle, 1934, Jean Giono írása alapján
- Le premier amour, 1934, saját ötlet alapján
- Merlusse, 1935, saját ötlet alapján
- Cigalon, 1935, saját ötlet alapján
- Topaze, 1936, saját ötlet alapján (második filmadaptáció)
- César, 1936, saját ötlet alapján
- Regain, 1937, Jean Giono írása alapján
- Le schpountz, 1938, saját ötlet alapján
- A pék felesége (La femme du boulanger), 1938, Jean Giono írása alapján
- La fille du puisatier, 1940, saját ötlet alapján, Magyarországon A kútásó leánya
- Naïs, 1945, Émile Zola írása alapján, rendezte Raymond Leboursier-val
- La belle meunière, 1948, Franz Schubert dalai alapján
- Topaze, 1950, saját ötlet alapján (harmadik filmadaptáció)
- Manon des sources, 1952, saját ötlet alapján
- Ugolin, 1952, saját ötlet alapján
- Les lettres de mon moulin I–III., 1954, Alphonse Daudet írása alapján
- Les lettres de mon moulin IV., 1967, Alphonse Daudet írása alapján

## Magyarul
- Máriusz, színmű; ford. Kosztolányi Dezső; Színházi Élet, Bp., 1931
- Bukfenc, Regény; ford. Rónay György; Révai, Bp., 1941
- Dombok vize, 1-2.; Környezet és Fejlődés, Bp., 1999
  - Jean de Florette; ford. Hricó Gabriella
  - Manon, a források lánya; ford. Sashegyi Gábor
- Apám dicsősége; ford. Sashegyi Gábor; Móra, Bp., 2006